# NGC 4522
NGC 4522 est une galaxie spirale barrée vue par la tranche et située dans la constellation de la constellation de la Vierge. Sa vitesse par rapport au fond diffus cosmologique est de 2 663 ± 23 km/s, ce qui correspond à une distance de Hubble de 39,27 ± 2,77 Mpc (∼128 millions d'al). NGC 4522 a été découverte par l'astronome britannique John Herschel en 1828.

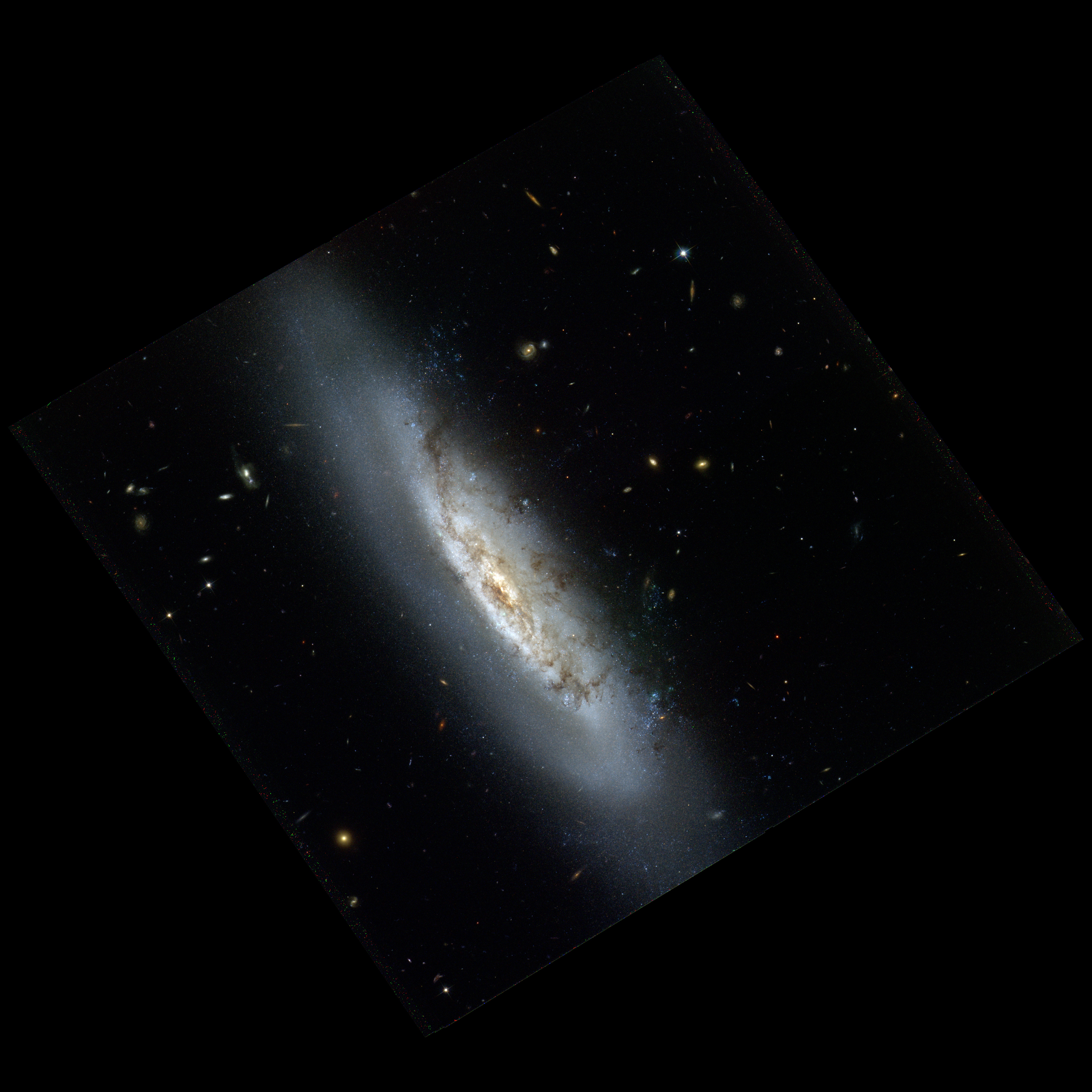
NGC 4522 par le télescope spatial Hubble.

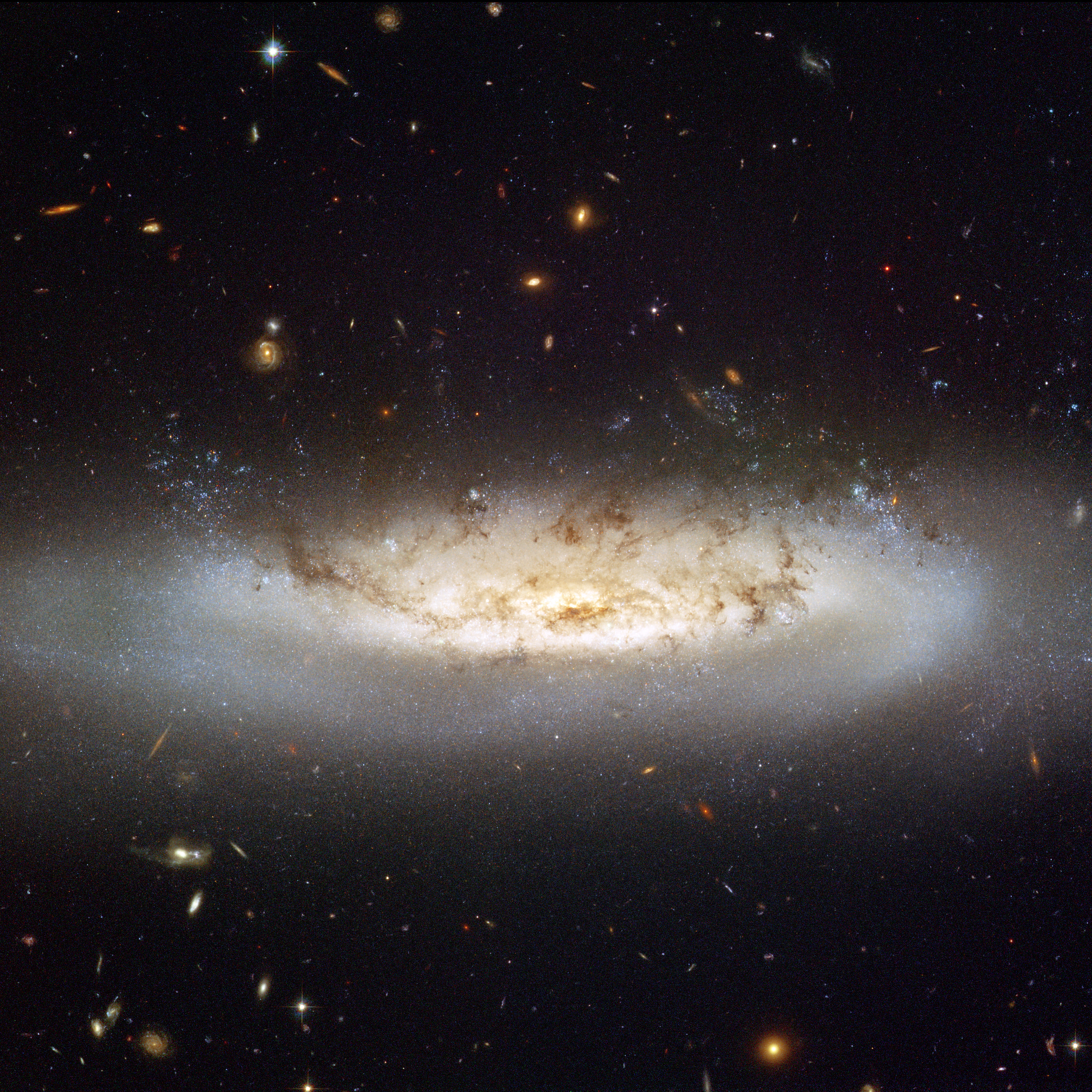
Gros plan sur le bulbe de NGC 4522 par le télescope spatial Hubble.

La classe de luminosité de NGC 4522 est III-IV et elle présente une large raie HI. Elle renferme également des régions d'hydrogène ionisé.
NGC 4522 faisait partie des galaxies étudiées lors du relevé de l'hydrogène neutre de l'amas de la Vierge par le Very Large Array. Les résultats de cette étude sont sur cette page du site du VLA.

## Distance de NGC 4522
À ce jour, 21 mesures non basées sur le décalage vers le rouge (redshift) donnent une distance de 16,657 ± 3,372 Mpc (∼54,3 millions d'al), ce qui est loin à l'extérieur des valeurs de la distance de Hubble.
Cette galaxie, comme plusieurs de l'amas de la Vierge, est relativement rapprochée du Groupe local et on obtient souvent une distance de Hubble très différente en raison de leur mouvement propre dans le groupe où dans l'amas où elles sont situées. La distance de 16.657 Mpc est sans aucun doute plus près de la réalité. Selon ces deux mesures, NGC 4522 se dirige vers le centre de l'amas en direction opposée à la Voie lactée. Notons que c'est avec la valeur moyenne des mesures indépendantes, lorsqu'elles existent, que la base de données NASA/IPAC calcule le diamètre d'une galaxie.

## Description

### Mouvement de NGC 4522 dans l'amas
NGC 4522 perd son gaz en raison de la pression dynamique exercée par le milieu intergalactique (IGM, intergluster medium en anglais) parce qu'elle plonge vers le centre de l'amas de la Vierge à une vitesse supérieure à 10 millions de kilomètres par heure. D'ailleurs, les perturbations du milieu interstellaire (ISM, interstellar medium en anglais) en certains endroits de NGC 4522 qui sont associées à un disque d'apparence régulière suggèrent fortement qu'elle a subi une perte de matière en raison de son interaction entre l'IGM et l'ISM.
Cependant, à une distance projetée d'environ 1 Mpc de M87, et en supposant un IGM statique et uniforme ainsi que d'autres valeurs standards, la force de la pression dynamique exercée sur l'endroit où se trouve NGC 4522 est plus petite d'un ordre de grandeur que ce qui a causé l'arrachement observé des gaz du disque de la galaxie. Ainsi, on pense que NGC 4522 est passé récemment dans une région de l'IGM présentant une densité plus élevée. Peut-être que la chute de M49 dans l'amas a enrichi l'IGM, augmentant ainsi localement la pression dynamique sur NGC 4522,.
Selon une étude publiée en 2004, NGC 4522 présente un disque tronqué, et en raison de son mouvement dans le milieu intergalactique dans l'amas de la Vierge, elle subit une pression dynamique qui la dépouille de ses gaz, mais elle présente un taux de formation d'étoiles normal.

### Caractéristiques
Plusieurs caractéristiques visibles dans NGC 4522 viennent probablement de la pression dynamique exercée sur son disque. La région au nord-est renferme un large et continu bandeau de poussière qui s'incurve hors du disque. On la désigne sous les termes « The dust upturn » (le retour de poussière). Cette région contient aussi une ligne d'étoiles, dont plusieurs jeunes étoiles bleues, que l'on a aussi nommé « The stellar upturn ». Au sommet de cette ligne d'étoiles se trouvent quelques régions HII distinctes. La région au sud-ouest renferme un certain nombre de nuages de poussière et un bras spiral qui présente des régions HII et des amas ouverts.

### Formation d'étoiles
La perte de matière due à la pression dynamique a provoqué une perte du taux de formation d'étoiles dans les régions externes du disque, mais il a augmenté ce taux dans les régions internes. Certaines étoiles naissent dans les régions HII des filaments gazeux qui s'élèvent au-dessus du disque à la suite de leur extraction de la galaxie. Ces étoiles pourraient entrer dans le halo de NGC 4522 ou même s'échapper de la galaxie.

## Groupe de M88, de M60 et l'amas de la Vierge
Selon A.M. Garcia, NGC 4522 est membre du groupe de M88 (NGC 4501). Ce groupe de galaxies comprend au moins 44 membres, dont 17 apparaissent au New General Catalogue et 18 à l'Index Catalogue.
D'autre part, la plupart des galaxies du New General Catalogue, dont NGC 4522, et seulement trois de l'Index Catalogue du groupe de M88 apparaissent  dans une liste de 227 galaxies d'un article publié par Abraham Mahtessian en 1998. Cette liste comporte plus de 200 galaxies du New General Catalogue et une quinzaine de galaxies de l'Index Catalogue. On retrouve dans cette liste 11 galaxies du Catalogue de Messier, soit M49, M58, M60, M61, M84, M85, M87, M88, M91, M99 et M100.
Toutes les galaxies de la liste de Mahtessian ne constituent pas réellement un groupe de galaxies. Ce sont plutôt plusieurs groupes de galaxies qui font tous partie d'un amas galactique, l'amas de la Vierge. Pour éviter la confusion avec l'amas de la Vierge, on peut donner le nom de groupe de M60 à cet ensemble de galaxies, car c'est l'une des plus brillantes de la liste. L'amas de la Vierge est en effet beaucoup plus vaste et compterait environ 1300 galaxies, et possiblement plus de 2000, situées au cœur du superamas de la Vierge, dont fait partie le Groupe local,.
De nombreuses galaxies de la liste de Mahtessian se retrouvent dans onze groupes décrits dans l'article d'A.M. Garcia, soit le groupe de NGC 4123 (7 galaxies), le groupe de NGC 4261 (13 galaxies), le groupe de NGC 4235 (29 galaxies), le groupe de M88 (13 galaxies, M88 = NGC 4501), le groupe de NGC 4461 (9 galaxies), le groupe de M61 (32 galaxies, M61 = NGC 4303), le groupe de NGC 4442 (13 galaxies), le groupe de M87 (96 galaxies, M87 = NGC 4486), le groupe de M49 (127 galaxies, M49 = NGC 4472), le groupe de NGC 4535 (14 galaxies) et le groupe de NGC 4753 (15 galaxies). Ces onze groupes font partie de l'amas de la Vierge et ils renferment 396 galaxies. Certaines galaxies de la liste de Mahtessian ne figurent cependant dans aucun des groupes de Garcia et vice versa.